# Tom G. Warrior
Tom G. Warrior (nascido Thomas Gabriel Fischer, 19 de julho de 1963) é um músico suíço de heavy metal, mais conhecido por ser fundador/vocalista/guitarrista das bandas Hellhammer e Celtic Frost. Atualmente ele é líder da banda Triptykon.
Ele é considerado um dos pioneiros no uso de vocal gutural, típico do death metal, além de ser um dos músicos mais influentes para o metal extremo em geral. 

## Carreira
Juntamente com Bruce Day e Steve Warrior  formou a seminal banda de metal Hellhammer em 1982. No final de 1983, o baixista e compositor Martin Eric Ain juntou-se ao Hellhammer e a formação Fischer, Ain e Day gravou o EP Apocalyptic Raids, bem como uma série de demos para a gravadora alemã Noise Records antes de acabar, em maio de 1984.
Fischer e Ain uniram forças novamente e formaram o influente trio metálico, Celtic Frost, em junho de 1984. 
Em 1985, Fischer foi convidado para co-produzir e cantar a primeira demo, intitulada Death Cult, por colegas de grupo suíço Coroner. Fischer também escreveu as letras das músicas gravadas. Dois dos membros do Coroner eram roadies do Celtic Frost até 1986. 
Fischer também formou o projeto de EBM/industrial rock Apollyon Sun em 1994.
Em 2000, seu livro "Are You Morbid?: Into the Pandemonium of Celtic Frost" recebeu muitas críticas favoráveis, incluindo esta da Record Collector: "Inteligente, humilde, questionando, perspicaz - o lado cultural do metal extremo."
Fischer também se apresentou no Probot, projeto de colaboração de Dave Grohl com vários artistas de metal, na música "Big Sky" em 2003.
Em 2005, Tom produziu faixas vocais (realizado por Martin Eric Ain) e violão (Erol Unala) para uma versão "gótica" do clássico do Slayer "Black Magic", gravada pela banda de Los Angeles,baseada no gothrock,  Hatesex. A faixa apareceu em seu álbum de estreia intitulado "Unwant". 
Devido ao "conflito interno" no Celtic Frost, Tom deixou a banda em Maio de 2008, e lançou uma nova banda chamada Triptykon.
Em 2008, ele tocou guitarra e baixo para o cover "Set the Controls for the Heart of the Sun" do álbum Revelations of the Black Flame do 1349, e também para o co-mixado álbum. Em 2009, ele co-produziu o  álbum Demonoir. 
Em 2010, ele foi condecorado com a Metal Hammer Golden Gods prêmio para Inspiração.
Ele toca atualmente uma guitarra da série Ibanez H. R. Giger Iceman.

## Discografia e participações
- Hellhammer – "Death Fiend" (demo, 1983)
- Hellhammer    – "Triumph of Death" (demo, 1983)
- Hellhammer   – "Satanic Rites" (demo, 1983)
- Hellhammer   – "Apocalyptic Raids" (EP, 1984)
- Celtic Frost     – "Morbid Tales" (EP, 1984)
- Celtic Frost     – "Emperor's Return" (EP, 1985)
- Celtic Frost     – "To Mega Therion" (álbum, 1985)
- Coroner – "Death Cult" (demo, 1985)
- Celtic Frost     – "Tragic Serenades" (EP, 1986)
- Celtic Frost     – "Into the Pandemonium" (álbum, 1987)
- Celtic Frost      – "I Won't Dance" (EP, 1987)
- Celtic Frost      – "The Collector's Celtic Frost" (EP, 1987)
- Celtic Frost     – "Cold Lake" (álbum, 1988)
- Hellhammer   – "Apocalyptic Raids 1990 A.D." (coletânea, 1990)
- Celtic Frost     – "Vanity/Nemesis" (álbum, 1990)
- Celtic Frost     – "Wine In My Hand" (EP, 1990)
- Celtic Frost     – "Parched With Thirst Am I and Dying" (coletânea, 1992)
- Apollyon Sun – "God Leaves (And Dies)" (EP, 1998)
- Apollyon Sun – "Sub" (album, 2000)
- Dave Grohl – "Probot" (album, 2004)
- Celtic Frost     – "Monotheist" (álbum, 2006)
- Dark Fortress – "Eidolon" (album, 2008)
- Hellhammer – "Demon Entrails" (coletânea, 2008)
- 1349 – "Revelations of the Black Flame" (álbum, 2009)
- Triptykon – "Eparistera Daimones" (álbum, 2010)
- Triptykon - "Shatter" (EP, 2010)
- Triptykon -  "Melana Chasmata" (álbum 2014)